# Oumar Guindo
Oumar Guindo (ur. 12 grudnia 1969) – malijski piłkarz grający na pozycji obrońcy. W swojej karierze rozegrał 5 meczów w reprezentacji Mali.

## Kariera klubowa
W swojej karierze piłkarskiej Guindo grał w klubie Djoliba AC.

## Kariera reprezentacyjna
W reprezentacji Mali Guindo zadebiutował 2 czerwca 1989 roku w wygranym 1:0 półfinałowym meczu Pucharu Amílcara Cabrala ze Sierra Leone, rozegranym w Bamako. W 1994 roku został powołany do kadry na Puchar Narodów Afryki 1994. Na tym turnieju zagrał w dwóch meczach: ćwierćfinałowym Egiptem (1:0) oraz o 3. miejsce z Wybrzeżem Kości Słoniowej (1:3). Od 1989 do 1994 rozegrał w kadrze narodowej 5 meczów.